# Hedwigia squarrulosa
Hedwigia squarrulosa là một loài Rêu trong họ Hedwigiaceae. Loài này được (Hampe) Mitt. mô tả khoa học đầu tiên năm 1869.